# Massicus intricatus
Massicus intricatus är en skalbaggsart som först beskrevs av Francis Polkinghorne Pascoe 1866.  Massicus intricatus ingår i släktet Massicus och familjen långhorningar. Inga underarter finns listade i Catalogue of Life.